# Pretty Solero
Pretty Solero, pseudonimo di Sean Michael Loria (Roma, 20 marzo 1993), è un rapper italiano.

## Carriera
Noto precedentemente con i nomi d'arte SeanyDelRey, Seany126 e Sean126, fonda assieme ai colleghi e amici Ketama126, Drone126, Asp126, Franco126 e Gordo il gruppo CXXVI (centoventisei, in riferimento ai gradini della Scalea del Tamburino, luogo di ritrovo quotidiano).
È anche noto con il suo vero nome, ovvero Sean Micheal, tanto che appare con questo nome nel singolo Scarabocchi del cantante Carl Brave. 

## Discografia

### Album
- 2015 - Dieci pezzi
- 2018 - Romanzo rosa
- 2020 - Rione Sentimento

### Singoli
Come artista principale
- 2017 – Pullover
- 2018 – Vicoli (feat. Carl Brave)
- 2018 – Non è un gioco (feat. Ketama126 e Franco126)
- 2019 – Brooklyn
- 2020 – Carabinieri

Come artista ospite
- 2020 – Ora vado (con Zollo e Lil Jolie)

### Collaborazioni
• 2017 - Ketama126 feat. Pretty Solero - Lacoste (da Oh Madonna)
• 2018 - Ketama126 feat. Pretty Solero - S.Q.C.S (da Rehab)
• 2019 - Gianni Bismark feat. Ketama126, Pretty Solero - Fatte Furbo (da Re Senza Corona)
- 2023 – Carl Brave feat. Sean Micheal - Scarabocchi (da Migrazione)